# Nantahala National Forest
Nantahala National Forest er en United States National Forest i det vestlige North Carolina, USA. Området blev etableret som national forest i 1920. Ordet "nantahala" kommer fra cheroksernes sprog og betyder "middagssolens land". Navnet er meget apropos, da solen visse steder kun kommer ned i bunden af områdets dybe kløfter, når den står lodret over området ved middagstid.
Spanieren Hernando de Soto udforskede området i 1540 og det samme gjorde William Bartram i det 18. århundrede.
Nantahala National Forest administreres af United States Forest Service. Skoven administreres sammen med de øvrige tre national forests i North Carolina, Croatan National Forest, Pisgah National Forest og Uwharrie National Forest. Det fælles hovedkvarter for administrationen af de fire skove er i byen Asheville.

## Generelt
Nantahala National Forest er den største af de fire national forests i staten. Den ligger i bjergene i den vestlige del af staten og dækker et område på 2.150 km². Terrænet varierer meget i niveau, fra ca. 365 meter langs Hiwassee River i Cherokee County til 1.767 meter ved Lone Bald i Jackson County.
Skoven rummer adskillige vandfald, og en del af Mountain Waters Scenic Byway går gennem skoven. Skoven ligger i flere af statens counties: Cherokee County, Clay County, Graham County, Jackson County, Macon County, Swain County og Transylvania County.
Skoven grænser op til blandt andet Pisgah National Forest, Cherokee National Forest (i Tennessee) og Great Smoky Mountains National Park.

## Organisering
Skoven er opdelet i tre skovdistrikter: Nantahala skovdistrikt, Tusquitee skovdistrikt og Cheoah skovdistrikt.
Nantahala skovdistrikt omfatter blandt andet Roy Taylor Forest med den meget naturskønne kløft Tuckasee Gorge. Dette skovområde grænser op til Blue Ridge Parkway. Nantahala skovditriket bestod indtil 2006 af to skovdistrikter, Highlands og Wayah (cherokesisk for ulv). Dette område grænser op til dele af cherokee forvaltningsområdet Qualla. Vandrestien Appalachian Trail går gennem denne del af skoven, når den passerer grænsen mellem Georgia og North Carolina. Standing Indian Mountain er med sine 1.676 meter, distriktets højeste bjerg.
I Tusquitee skovdistrikt finder man Hiwassee River, Jackrabbit Mountain og mange søer, blandt andre Lake Hiwassee og Lake Appalachia. Ordet Tusquitee kommer fra cherokesisk og betyder "hvor vandhundende lo". Det højeste punkt i dette distrikt er Tusquitee Bald, der er 1.609 meter højt.
Det sidste skovdistrikt, Cheoah (cherokesisk for odder), er mest kendt for sine mange vandløb. Appalachian Trail fortsætter gennem dette distrikt til Great Smoky Mountains National Park.
De tre skovdistrikter har hovedkvarterer i Franklin (Nantahala), Murphy (Tusquitee) og Robbinsville (Cheoah).

## Vildmarksområder
Nantahala National Forest omfatter tre såkaldte US Wilderness Areas: Ellicott Rock Wilderness på grænsen mellem North Carolina, South Carolina og Georgia. 16 km² af dette vildmarksområde ligger i North Carolina. Southern Nantahala Wilderness omfatter 44 km², og Joyce Kilmer-Slick Rock Wilderness omfatter 55km². I disse wilderness areas er enhver form for motoriseret transport forbudt, og der er derfor gode muligheder for at finde fred og ro.
Indenfor grænserne af Nantahahala National Forest findes i alt ca. 125 km² med urskov fordelt over en række mindre områder i skovene.

## Eksterne links
- Wikimedia Commons har flere filer relateret til Nantahala National Forest
- Kort over Nantahala National Forest (engelsk)
- Om Nantahala fra US Forest Service Arkiveret 15. oktober 2009 hos  Wayback Machine (engelsk)

35°14′02″N 83°33′33″V / 35.2338°N 83.5593°V